# Hofanlage Abbehausergroden 7
Die Hofanlage Abbehausergroden 7 im niedersächsischen Nordenham-Abbehausergroden im Landkreis Wesermarsch stammt wohl aus dem 19. Jahrhundert.
Das Gebäude steht unter Denkmalschutz (siehe auch Liste der Baudenkmale in Nordenham).

## Beschreibung
Abbehausergroden wurde 1555 eingedeicht und erhielt 1694 seinen Oldenburger Bauerbrief.
Die Hofanlage auf einer Wurt mit altem Baumbestand besteht aus
- dem eingeschossigen verklinkerten traufständigen Hallenhaus, wohl aus dem 19. Jahrhundert, mit reetgedecktem Krüppelwalmdach mit Niedersachsengiebel, höherer Traufhöhe im Wohnteil und der rundbogigen Grooten Door[3]
- und der eingeschossigen angebauten breiten Scheune mit Satteldach.[4]

Das Landesdenkmalamt befand zur Bedeutung: „künstlerisch, wissenschaftlich“.